# Liste von Ausrüstungsgegenständen der British Army

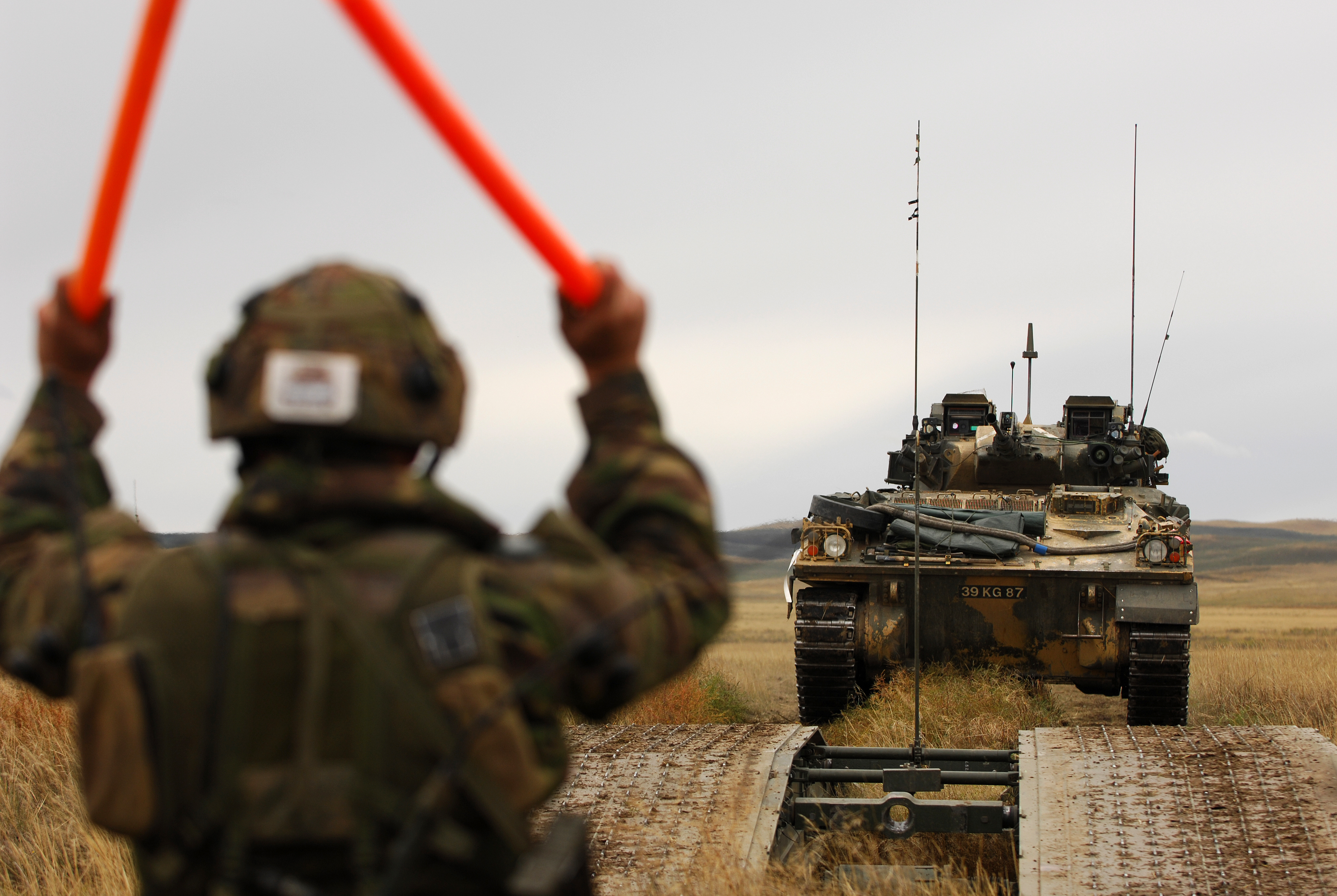

Die Liste von Ausrüstungsgegenständen der British Army umfasst persönliche Ausrüstungsgegenstände der Soldaten, aber auch Handfeuerwaffen, ungepanzerte und gepanzerte Fahrzeuge, Geschütze, Drohnen, Minen und weiteres Ausrüstungsmaterial.

## Persönliche Ausrüstung
| Name                                               | Bild | Herkunft                                  | Typ                      | Anmerkung |
| Helm                                               | Helm | Helm                                      | Helm                     | Helm |
| -------------------------------------------------- | ---- | ----------------------------------------- | ------------------------ | --- |
| Batlskin Cobra Plus (Virtus Helm)                  |      | Vereinigtes Königreich                    | Ballistischer Schutzhelm | - Galvion Batlskin Cobra Plus |
| Schutzwesten                                       |      |                                           |                          | |
| Virtus skalierbare taktische Weste                 |      | Israel                                    | Ballistische Weste       | - Das primäre Körperpanzerungssystem |
| Atemschutzmaske                                    |      |                                           |                          | |
| General Service Respirator (GSR)                   |      | Vereinigtes Königreich Vereinigte Staaten | - Menge >300,000         | |
| Lastaufnahmemittel                                 |      |                                           |                          | |
| Virtus-Lastensystem                                |      | Israel                                    | Lasten/Gurtsystem        | - Das Virtus -Gurtsystem ist das aktuell wichtigste Lastentragesystem der britischen Armee |
| Kampfanzug                                         |      |                                           |                          | |
| Personal Clothing System – Combat Uniform (PCS-CU) |      | Vereinigtes Königreich                    | Kampfanzug               | - Die Kampfkleidung mit Multi-Terrain-Muster (MTP) ist so konzipiert, dass sie sich an die unterschiedlichsten Umgebungen anpasst, wie Wald, Dschungel, Gelände, Feldfrüchte, Grasland und trockenes Gestein |
| Stiefel                                            |      |                                           |                          | |
| HAIX Stiefel                                       |      | Deutschland                               | Kampfstiefe              | - Im Jahr 2012 erwarb das britische Verteidigungsministerium eine neu entwickelte Reihe brauner Kampfstiefel von Haix                                                                                        |
| Persönliches Rollenradio                           |      |                                           |                          | |
| H4855 Persönliches Rollenradio (PRR)               |      | Italien                                   | Persönliches Rollenradio | - Es besteht aus einem Headset, das an einen UHF Sender/Empfänger angeschlossen ist. Es verfügt über 256 Kanäle, eine Reichweite von 500 m                                                                   |

## Waffen
| Name                                      | Bild            | Herkunft                          | Typ                                     | Anmerkung |
| Handfeuerwaffen                           | Handfeuerwaffen | Handfeuerwaffen                   | Handfeuerwaffen                         | Handfeuerwaffen |
| ----------------------------------------- | --------------- | --------------------------------- | --------------------------------------- | --- |
| Glock 17 L131A1Glock 19 L137A1            |                 | Österreich                        | Pistole                                 | - Standard-Seitenwaffe - 25.000 Exemplare der Glock 17 Gen4 wurden beschafft - Glock 19 ist nur bei Spezialeinheiten im Einsatz                                                                         |
| Infanteriegewehre                         |                 |                                   |                                         | |
| SA80 L85A2, L85A3, L22A2                  |                 | Vereinigtes Königreich            | Sturmgewehr (L85A2/A3)Karabiner (L22A2) | - Standard-Sturmgewehr - Anzahl:134.912 SA80A2-Varianten und 17.900 SA80A3-Varianten - Die britische Armee plant das SA80 bis etwa 2030 zu ersetzen                                                     |
| Colt Canada C7/C8 L119A1, L119A2          |                 | Kanada                            | Karabiner                               | - Wird vom Special Air Service verwendet |
| KS-1 Gewehr L403A1                        |                 | Vereinigte Staaten                | Sturmgewehr                             | - Alternative Einzelwaffe des Ranger-Regiments |
| Klingenwaffen                             |                 |                                   |                                         | |
| L3A1                                      |                 | Vereinigtes Königreich            | Bajonett                                | - Bajonett L3A1 |
| Khukuri                                   |                 | Nepal                             | Kampfmesser                             | - Das Kukri ist bei der Brigade of Gurkhas im Einsatz |
| Scharfschützengewehr                      |                 |                                   |                                         | |
| LMT MWS MARS-H L129A1, L129A2             |                 | Vereinigte Staaten                | Scharfschützengewehr                    | - Das L129 ist das primäre Scharfschützengewehr, ausgestattet mit einem ACOG-Visier für Einsätze auf große Entfernungen                                                                                 |
| Accuracy International AWM L115A3, L115A4 |                 | Vereinigtes Königreich            | Scharfschützengewehr                    | - Primäres Präzisionsgewehr |
| Accuracy International AS50               |                 | Vereinigtes Königreich            | Anti-Materiel Rifle                     | - Hochpräzises Langstrecken-Antimaterialgewehr |
| Barrett M82 L135A1                        |                 | Vereinigte Staaten                | Anti-Material-Scharfschützengewehr      | - Rückstoßbetriebenes, halbautomatisches Anti-Material-Gewehr |
| Visiere                                   |                 |                                   |                                         | |
| Talon                                     |                 | Deutschland Vereinigte Staaten    | ?/10,000                                | - Neue Wärmebild-Zielfernrohre für SA80A3- und Hunter-Gewehre, von denen rund 10.000 Stück beschafft werden.                                                                                            |
| SUSAT L9A1                                |                 | Vereinigtes Königreich Frankreich | Scharfschützenvisier                    | - 4-fach -Zielfernrohr mit Tritium -Beleuchtung für die Dämmerung |
| Advanced Combat Optical Gunsight (ACOG)   |                 | Vereinigte Staaten                | Optisches Kampfvisier                   | - In Verwendung mit dem L129A1 |
| AN/PVS-14                                 |                 | Vereinigte Staaten                | Nachtsichtgerät                         | - Am Helm montiertes Nachtsichtsystem (HNVS), basierend auf dem amerikanischen AN/PVS-14 |
| SMASH X4                                  |                 | Israel                            | Anti-Drohnen-Visier                     | - Rund 500 SMASH X4 Visiersysteme werden in den drei Teilstreitkräften von Nahkampftruppen eingesetzt                                                                                                   |
| Magnum Universal Night Sight (MUNS)       |                 | Vereinigte Staaten                | Nachtsicht-Waffenvisier                 | - Hochauflösendes Aufsteck-Nachtsicht-Waffenvisier für die L129A1 |
| Laser Light Module (LLM Mk3)              |                 | Deutschland                       | Laserlichtmodul                         | - Wird zum Zielen und Beleuchten mit dem SA80 A3 verwendet |
| Maschinenpistolen                         |                 |                                   |                                         | |
| HK MP5 L92A1, L91A1, L80A1, L90A1         |                 | Deutschland                       | Maschinenpistole                        | - Wird von UKSF und der Royal Military Police verwendet |
| Maschinengewehre                          |                 |                                   |                                         | |
| FN MAG L7A2                               |                 | Belgien Vereinigtes Königreich    | Mehrzweck-Maschinengewehr               | - Mehrzweck-Maschinengewehr für Dauerfeuer bis zu 1.800 m |
| Browning M2 L1A2, L111A1                  |                 | Vereinigte Staaten                | Schweres Maschinengewehr                | - Es kann sowohl an Fahrzeugen oder an einem Bodenstativ befestigt werden |
| Schrotflinten                             |                 |                                   |                                         | |
| Benelli M4 Super 90 L128A1                |                 | Italien                           | Halbautomatische Schrotflinte           | - Standardmäßige Kampfschrotflinte |
| Remington 870 L74A1, L74A2                |                 | Vereinigte Staaten                | Pump-Action-Schrotflinte                | - Die Pumpgun Remington 870 wird vom SAS bei Anti-Terror-Operationen eingesetzt |
| Granatwerfer                              |                 |                                   |                                         | |
| HK AG36 L123A2, L123A3, L17A1             |                 | Deutschland                       | Untergehängter Granatwerfer             | - Variante des AG36-Granatwerfers für das SA80A2 - Die Version L17A1 wird mit den Gewehren L119A1/A2 verwendet                                                                                          |
| HK GMW L134A1                             |                 | Deutschland                       | Granatwerfer                            | - Kann sowohl auf Fahrzeugen als auch auf Stativen montiert werden |
| Sprengstoffe                              |                 |                                   |                                         | |
| HG 85 L109A1                              |                 | Schweiz                           | Splittergranate                         | - Britische Version der Schweizer HG 85 Granate |
| L83A1/A2, L132A1                          |                 | Vereinigtes Königreich            | Rauchgranate                            | - Wird verwendet, um Einheiten bei der Durchführung von Manövern oder beim Rückzug zu verbergen |
| L84A3                                     |                 | Deutschland                       | Phosphorgranate                         | - Rauchgranate aus rotem Phosphor, die wirksam gegen optische Sicht- und Zielgeräte sowie Nachtsichtgeräte ist                                                                                          |
| Signal-Rauchhandgranate (Farbig)          |                 | Vereinigtes Königreich            | Signal-Rauchhandgranate                 | - Wird für die Boden-Boden- und Boden-Luft-Signalisierung sowie zur Markierung von Ziel- und Landezonen, Evakuierungspunkten, Abwurfpositionen usw. verwendet                                           |
| M18 Claymore                              |                 | Vereinigte Staaten                | Antipersonenmine                        | - Wird für Spezial- und Verteidigungszwecke verwendet |
| L26A1                                     |                 | Vereinigtes Königreich            | Bangalore (Bombe)                       | - Die L26A1 wurde ausgewählt, um die Anforderungen des Verteidigungsministeriums an ein verbessertes Bangalore-Torpedodesign zu erfüllen - Sie ist leichter und einfacher zu bedienen als ihr Vorgänger |
| GLADIUS                                   |                 | Vereinigtes Königreich            | Panzerabwehrmine                        | - Moderne Off-Route-Mine |
| PE7, PE8                                  |                 | Vereinigtes Königreich            | Plastiksprengstoff                      | - Ersatz für den altgedienten Plastiksprengstoff PE4 |
| Mörser                                    |                 |                                   |                                         | |
| L16                                       |                 | Vereinigtes Königreich            | Mörser (Geschütz)                       | - Betrieben von einem dreiköpfigen Team |
| Rückstossfreies Geschütz                  |                 |                                   |                                         | |
| NLAW                                      |                 | Vereinigtes Königreich Schweden   | Panzerabwehrlenkwaffe                   | - Tragbares Fire-and-Forget Panzerabwehrlenkwaffensystem mit kurzer Reichweite |
| FGM-148 Javelin                           |                 | Vereinigte Staaten                | Panzerabwehrlenkwaffe                   | - Tragbares Panzerabwehrraketensystem mittlerer Reichweite. Es feuert einen hochexplosiven Panzerabwehrsprengkopf (HEAT) ab und kann reaktive Panzerung durchdringen                                    |
| FFV Carl Gustaf                           |                 | Schweden                          | Rückstoßfreie Panzerabwehrhandwaffe     | - Auffüllung der Munitionsvorräte nach der ständigen Lieferung von NLAW und Matador (Panzerabwehrwaffe) an die Ukraine                                                                                  |
| Starstreak HVM                            |                 | Vereinigtes Königreich            | MANPAD                                  | - Tragbare Version der Starstreak-Rakete |
| Martlet                                   |                 | Vereinigtes Königreich            | Mehrzweckraketen                        | - Verwendet die gleichen Werfer wie die Starstreak HVM Rakete, ist aber für den Einsatz gegen ein breiteres Spektrum an Zielen vorgesehen                                                               |

## Fahrzeuge
| Name                                    | Bild        | Herkunft                       | Menge                       | Anmerkung |
| Kampfpanzer                             | Kampfpanzer | Kampfpanzer                    | Kampfpanzer                 | Kampfpanzer |
| --------------------------------------- | ----------- | ------------------------------ | --------------------------- | --- |
| Challenger 2Challenger 3                |             | Vereinigtes Königreich         | 2190/148(Lieferung ab 2027) | - 4 Challenger 3 Kampfpanzer-Prototypen ausgeliefert - Challenger 2 wird derzeit modernisiert und bis 2027 auf 148 modernisierte Challenger 3 reduziert - Die restlichen Challenger 2 werden ausgemustert |
| Schützenpanzer                          |             |                                |                             | |
| Ajax                                    |             | Vereinigtes Königreich         | 128/589                     | - 589 bis 2027 - Ajax: 245 Fahrzeuge, Aufklärungsvariante - Ares: 93 Fahrzeuge, Mannschaftstransporter - Athena: 112 Fahrzeug, Kommandofahrzeug - Apollo: 50 Fahrzeuge, Bergungsfahrzeug - Atlas: 38 Fahrzeuge, Reparatur und Wartung - Argus: 51 Fahrzeuge, Ingenieurfahrzeug - Mögliche zukünftige Varianten - Brimstone-Panzerabwehrlenkwaffe „Overwatch“ - Mörserträger 120mm - SHORAD-Raketenfahrzeug - Brückenleger - Krankenwagen |
| GTK Boxer                               |             | Deutschland                    | 0/623                       | - Insgesamt hat die Armee 623 Boxer in 4 Varianten bestellt - 146 Truppentransporter - 200 Transport/Cargo - 212 Führungsfahrzeug/Mobiles Kommandozentrum - 65 Krankenwagen - Mögliche zukünftige Varianten - Schwerer Waffenträger Infanterie - Flugabwehrsysteme Skyranger 30 - Pionierfahrzeuge - Artillerie RCH 155 System - Mörserträger 120mm - Brückenleger - Reparatur- und Bergungsfahrzeug                                     |
| Warrior                                 |             | Vereinigtes Königreich         | 613                         | - Das Fahrzeug soll schrittweise durch GTK Boxer und Ajax ersetzt werden |
| Mannschaftstransportwagen (Militär)     |             |                                |                             | |
| FV 432 Bulldog                          |             | Vereinigtes Königreich         | 744                         | - Bulldog-Ersatzprogramm - Ersatz durch das Land Mobility Programm |
| Geschütztes Militärfahrzeug             |             |                                |                             | |
| Mastiff                                 |             | Vereinigte Staaten             | 297                         | - Im Jahr 2028 wird die Cougar-Familie, die sogenannten MRAPS von Ridgeback, Mastiff und Wolfhound, ausgemustert - Soll durch den GTK Boxer und das Land Mobility Programm ersetzt werden - Mastiff ist ein schwer gepanzertes 6×6-Rad-Patrouillenfahrzeug |
| Ridgeback                               |             | Vereinigte Staaten             | 164                         | - Im Jahr 2028 wird die Cougar-Familie, die sogenannten MRAPS von Ridgeback, Mastiff und Wolfhound, ausgemustert - Ersatz durch das Land Mobility Programm |
| Wolfhound                               |             | Vereinigte Staaten             | 83                          | - Im Jahr 2028 wird die Cougar-Familie, die sogenannten MRAPS von Ridgeback, Mastiff und Wolfhound, ausgemustert - Ersatz durch das Land Mobility Programm - Der 6×6 Wolfhound ist eine taktische Unterstützungsvariante des Mastiff und wird zur Begleitung von Frontpatrouillen und zum Transport wichtiger Kampfgüter wie Wasser und Munition eingesetzt                                                                              |
| Jackal 2                                |             | Vereinigtes Königreich         | 431                         | - Jackal 2 sollen bis 2030 ausgemustert werden - Ersatz durch das Land Mobility Programm - Der Supacat HMT 400 4×4 mit der Bezeichnung Jackal 2 rüstet die Kavallerieregimenter der britischen Armee aus |
| Jackal 3                                |             | Vereinigtes Königreich         | 70                          | - Die Auslieferung aller 123, JACKAL 3 und JACKAL 3e wird bis Ende 2025 abgeschlossen sein |
| Jackal 3e (Extenda) 6x6                 |             | Vereinigtes Königreich         | 1/53                        | - Die Auslieferung aller 123, JACKAL 3 und JACKAL 3e wird bis Ende 2025 abgeschlossen sein |
| Coyote                                  |             | Vereinigtes Königreich         | 72                          | - Sollen bis 2030 ausgemustert werden - Ersatz durch das Land Mobility Programm - Der Supacat HMT 600 6×6 mit der Bezeichnung Coyote ist eine taktische Unterstützungsvariante |
| Foxhound                                |             | Vereinigtes Königreich         | 395                         | - Soll bis 2030 ausgemustert werden - Ersatz durch das Land Mobility Programm - Rüstet die Bataillone der leichten mechanisierten Infanterie aus |
| Panther                                 |             | Italien Vereinigtes Königreich | 401                         | - Bleiben bis 2037 im Einsatz - Ersatz durch das Land Mobility Programm |
| Leichte Fahrzeuge                       |             |                                |                             | |
| Steyr-Puch Pinzgauer                    |             | Österreich                     | 394 (4x4) ? (6x6)           | - Soll bis 2030 ausgemustert werden - Pinzgauer 4×4- und 6×6-Fahrzeuge - Ersatz durch das Land Mobility Programm |
| Land Rover Wolf                         |             | Vereinigtes Königreich         | 5735                        | - Bleiben bis 2030 im Einsatz - Ersatz durch das Land Mobility Programm |
| Land Rover Battle Field Ambulance (BFA) |             | Vereinigtes Königreich         | 5735                        | - Bleiben bis 2030 im Einsatz - Ersatz durch das Land Mobility Programm - Der Land Rover Pulse verfügt über eine umfassende medizinische Ausstattung |
| Quad                                    |             |                                |                             | |
| Yamaha Grizzly 450                      |             | Japan                          |                             | - Soll bis 2030 ausgemustert werden - Mit NATO-Anhänger ausgestattet |

## Land Mobility Programm
Durch das LMP werden die geschützten Mobilitätsplattformen Wolfhound, Mastiff und Ridgeback, die 4x4-Fahrzeuge Panther und Foxhound, der Kettenbulldog FV430 sowie Nutzplattformen wie Coyote, Jackal, Land Rover und Pinzgauer, werden durch drei neue Plattformen ersetzt. 
Mehrere Unternehmen werden als potenzielle Bieter genannt, darunter Thales mit dem Bushmaster, Nurol Makina mit dem Ejder Yalçın und die Babcock International Group, die mit Patria für den 6x6 CAVS zusammenarbeitet
| Name                                          | Bild                                     | Herkunft                                 | Menge                                    | Anmerkung |
| Light Mobility Vehicle (LMV) <3,5 Tonnen      | Light Mobility Vehicle (LMV) <3,5 Tonnen | Light Mobility Vehicle (LMV) <3,5 Tonnen | Light Mobility Vehicle (LMV) <3,5 Tonnen | Light Mobility Vehicle (LMV) <3,5 Tonnen                                                                                                |
| --------------------------------------------- | ---------------------------------------- | ---------------------------------------- | ---------------------------------------- | --- |
| Ford Ranger                                   |                                          | Vereinigte Staaten                       | ~3000                                    | - General Dynamics bietet Ford Ranger für UK LMV an                                                                                     |
| GM Defense ISV (Infantry Squad Vehicle)       |                                          | Vereinigte Staaten                       | ~3000                                    | - GM Defence und NP Aerospace arbeiten gemeinsam an zukünftigem Fahrzeug für Großbritannien                                             |
| Supacat LMV                                   |                                          | Vereinigtes Königreich                   | ~3000                                    | - Supacat entwickelt „taktisches“ LMV, das für Spezialeinheiten geeignet ist                                                            |
| Mercedes-Benz G-Klasse                        |                                          | Deutschland                              | ~3000                                    | - Mercedes-Benz G-Klasse – ein potenzieller Anwärter auf den britischen LMP                                                             |
| Light Protected Mobility (Lt PM) <10 Tonnen   |                                          |                                          |                                          | |
| Hawkei                                        |                                          | Australien                               | ~2500                                    | - Thales UK wirbt für Bushmaster und Hawkei im Rahmen des Landmobilitätsprogramms der britischen Armee                                  |
| Oshkosh JLTV                                  |                                          | Vereinigte Staaten                       | ~2500                                    | - Neue geschützte Mobilitätsfahrzeuge                                                                                                   |
| Medium Protected Mobility (Med PM) <20 Tonnen |                                          |                                          |                                          | |
| Bushmaster                                    |                                          | Australien                               | ~2000                                    | - Bushmaster soll für die mittelschwere, geschützte Mobilität der britischen Armee konzipiert werden                                    |
| Dragon(Nurol Makina)                          |                                          | Türkei                                   | ~2000                                    | - Nurol Makina UK stellt auf der DVD2024 das erste in Großbritannien hergestellte taktische gepanzerte Radfahrzeug Ejder Yalcin 4x4 aus |
| Patria and Babcock International Group        |                                          | Finnland Vereinigtes Königreich          | ~2000                                    | - Patria und Babcock vereinbaren Partnerschaft für 6x6-Fahrzeuge für die britischen Streitkräfte                                        |
| Dingo 3                                       |                                          | Deutschland                              | ~2000                                    | - KNDS bietet Dingo 3 für das Landmobilitätsprogramm der britischen Armee an                                                            |

## Artillerie
| Name                                  | Bild          | Herkunft                           | Menge         | Anmerkung |
| Feldhaubitzen                         | Feldhaubitzen | Feldhaubitzen                      | Feldhaubitzen | Feldhaubitzen |
| ------------------------------------- | ------------- | ---------------------------------- | ------------- | --- |
| L118 Light Gun                        |               | Vereinigtes Königreich             | 126           | - Soll bis 2030 ausgemustert werden - Das L118 Light Gun wird von Feldartillerieregimenter eingesetzt |
| Radhaubitzen                          |               |                                    |               | |
| RCH 155                               |               | Deutschland Vereinigtes Königreich | ?             | - RCH 155 (Remote Controlled Howitzer 155 mm) ist ein selbstfahrendes Artilleriegeschütz im Kaliber 155 mm |
| Artilleriesystem Archer               |               | Schweden                           | 14            | - Am 16. März 2023 wurde ein Abkommen mit Schweden über ein Übergangssystem angekündigt, das einen Teil der 32 an die Ukraine übergebenen AS-90 ersetzen soll                                                         |
| Raketenwerfer                         |               |                                    |               | |
| M270 Multiple Launch Rocket System A2 |               | Vereinigte Staaten                 | 61/76         | - Das Guided Multiple Launch Rocket System (GMLRS) soll bis 2025 aufgerüstet werden, um die Lenkflugkörper Guided MLRS Extended Range (GMLRS-ER) und die Präzisionsrakete (PrSM) nutzen zu können - Nebelwerfersystem |
| Artillerieaufklärungsradar            |               |                                    |               | |
| TAIPAN                                |               | Schweden                           | 5             | - Radarsysteme für den Einsatz in der Artillerieabwehr |

## Luftverteidigung
| Name                                | Bild             | Herkunft               | Menge            | Anmerkung |
| Flugabwehrrakete                    | Flugabwehrrakete | Flugabwehrrakete       | Flugabwehrrakete | Flugabwehrrakete |
| ----------------------------------- | ---------------- | ---------------------- | ---------------- | --- |
| Sky Sabre (Flugabwehrraketensystem) |                  | Vereinigtes Königreich | 6 Batterien      | - Sky Sabre ist ein bodengestütztes Flugabwehrraketensystem, das die Lenkwaffe CAMM verwendet. |
| Starstreak HVM                      |                  | Vereinigtes Königreich | 62               | - Sollen 2026 ausser Dienst gestellt werden, über ihren Ersatz ist derzeit noch nicht entschieden - Die britische Armee könnte sich für ihr nächstes Luftabwehrfahrzeug für das in den USA hergestellte RIwP-Waffensystem entscheiden - Der Starstreak SP HVM ist auf dem Kettenfahrzeug Alvis Stormer montiert und verfügt über einen Acht-Schuss-Werfer und einen internen Stauraum für weitere 12 Raketen |
| Radar                               |                  |                        |                  | |
| Radar Giraffe 1X                    |                  | Schweden               | 6                | - Ein leichtes, multifunktionales 3D-Überwachungsradar, das eine bodengestützte Luftverteidigung ermöglicht |

## Ingenieurwesen
| Name                            | Bild                        | Herkunft                    | Menge                       | Anmerkung |
| Gepanzertes Pionierfahrzeug     | Gepanzertes Pionierfahrzeug | Gepanzertes Pionierfahrzeug | Gepanzertes Pionierfahrzeug | Gepanzertes Pionierfahrzeug |
| ------------------------------- | --------------------------- | --------------------------- | --------------------------- | --- |
| Trojan (AVRE)                   |                             | Vereinigtes Königreich      | 32                          | - Der Trojan basiert auf dem Chassis des Challenger 2 - Ausgestattet mit Baggerarm und Minenpflug - Hergestellt von Rheinmetall BAE Systems Land (RBSL)                                       |
| Brückenlegepanzer               |                             |                             |                             | |
| Titan                           |                             | Vereinigtes Königreich      | 33                          | - Modernisierung - Der Titan ist ein gepanzerter Brückenwerfer auf Basis des Challenger 2-Chassis mit der Fähigkeit, eine bis zu 60 Meter lange Brücke einzusetzen                            |
| Amphibisches Brückenfahrzeug    |                             |                             |                             | |
| M3 Amphibische Brücke           |                             | Deutschland                 | 28                          | - Das M3 Amphibious Rigs wird von einer 3-köpfigen Besatzung bedient |
| Pionierpanzer                   |                             |                             |                             | |
| Terrier Armoured Digger         |                             | Vereinigtes Königreich      | 60                          | - Modernisierung - Bietet Mobilitätsunterstützung (Hindernis- und Wegbeseitigung), Gegenmobilität (Ausheben von Panzergräben und anderen Hindernissen)                                        |
| Bergepanzer / Abschleppfahrzeug |                             |                             |                             | |
| CRARRV                          |                             | Vereinigtes Königreich      | 72                          | - Basierend auf dem Chassis des Challenger 1 - wurde für die Bergung und Reparatur beschädigter oder außer Gefecht gesetzter Challenger Panzer konzipiert - 2 wurden an die Ukraine gespendet |
| MAN SVR                         |                             | Deutschland                 | 288                         | - MAN SVR (Support Vehicle Recovery) |
| Kampfmittelbeseitigung          |                             |                             |                             | |
| Dragon Runner                   |                             | Vereinigtes Königreich      |                             | - Dragon Runner ist ein leichter, rucksacktauglicher Roboter für verschiedene Geländearten |
| L3Harris Technologies T7 EOD    |                             | Vereinigte Staaten          | 56                          | - Der T7 EOD UGV ist mit hochauflösenden Kameras, blitzschnellen Datenverbindungen und einem verstellbaren Manipulationsarm ausgestattet                                                      |
| GASKET 3                        |                             | Vereinigtes Königreich      | 10                          | - GASKET 3 ist das schwere Kampfmittelräumfahrzeug, es verfügt über das T7-Bombenentschärfungsfahrzeug sowie maßgeschneiderte Kampfmittelräumausrüstung                                       |
| CBRN defense                    |                             |                             |                             | |
| TPzFuchs                        |                             | Deutschland                 | 11                          | - Modernisierung - Rüstet die Falcon Squadron, 28 Engineer Regiment (C-CRBN) aus |

## Logistik
| Name                | Bild              | Herkunft               | Menge                           | Anmerkung |
| Schwertransporter   | Schwertransporter | Schwertransporter      | Schwertransporter               | Schwertransporter |
| ------------------- | ----------------- | ---------------------- | ------------------------------- | --- |
| Oshkosh HET         |                   | Vereinigte Staaten     | 115                             | - Soll bis 2030 ausgemustert werden - Der Oshkosh HET 1070F ist das Schwertransportsystem der britischen Armee                                 |
| MTVR                |                   | Vereinigte Staaten     | 353 Zugmaschinen + 348 Anhänger | - Soll bis 2030 ausgemustert werden - Der Oshkosh Wheeled Tanker bildet das Rückgrat des Treibstoff- und Wassertransports der britischen Armee |
| Alvis Unipower      |                   | Vereinigtes Königreich | 190                             | - Der Tank Bridge Transporter (TBT) verfügt auch bei voller Beladung über die gleiche Geländegängigkeit wie ein Panzer                         |
| Lastkraftwagen      |                   |                        |                                 | |
| MAN HX60 (4x4)      |                   | Deutschland            | 6420                            | - 882 (EPLS) Palettenladesysteme |
| MAN HX58 (6x6)      |                   | Deutschland            | 6420                            | - 882 (EPLS) Palettenladesysteme |
| MAN HX77 (8x8) EPLS |                   | Deutschland            | 6420                            | - 882 (EPLS) Palettenladesysteme |
| Iveco Trakker       |                   | Italien                | 206                             | - 182: 6x6 und 24: 8x8 - Im Einsatz bei den Royal Engineers                                                                                    |

## Hubschrauber / Drohnen
| Name                      | Bild              | Herkunft               | Menge             | Anmerkung |
| Kampfhubschrauber         | Kampfhubschrauber | Kampfhubschrauber      | Kampfhubschrauber | Kampfhubschrauber |
| ------------------------- | ----------------- | ---------------------- | ----------------- | --- |
| Boeing AH-64              |                   | Vereinigte Staaten     | 50                | - Apache AH1 wurden auf den Stand AH-64E modernisiert                                                                                      |
| Aufklärungshubschrauber   |                   |                        |                   | |
| AgustaWestland AW159      |                   | Vereinigtes Königreich | 34                | |
| Transporthubschrauber     |                   |                        |                   | |
| AS365 Dauphin II          |                   | Frankreich             | 2                 | |
| Chinook                   |                   | Vereinigte Staaten     | 54                | - Betrieben durch RAF - Modernisierung - Großbritannien schließt Vertrag zum Kauf von 14 Chinook ab, um die ältesten Maschinen zu ersetzen |
| Loitering munition        |                   |                        |                   | |
| Aerovironment Switchblade |                   | Vereinigte Staaten     |                   | |